# Delphacodes fumipennis
Delphacodes fumipennis är en insektsart som först beskrevs av Franz Xaver Fieber 1866.  Delphacodes fumipennis ingår i släktet Delphacodes och familjen sporrstritar. Inga underarter finns listade i Catalogue of Life.